# Brunel Fucien
Brunel Fucien (sinh ngày 26 tháng 8 năm 1984 ở Port-au-Prince, Haiti) là một cầu thủ bóng đá người Haiti hiện tại thi đấu cho AS Capoise của Ligue Haïtienne.
Trước đó anh thi đấu cho câu lạc bộ Haiti Aigle Noir AC, cho câu lạc bộ Chile Cobreloa, và cho Aiglon du Lamentin của Martinique.